# 中村草田男
中村 草田男（なかむら くさたお、1901年〈明治34年〉7月24日 - 1983年〈昭和58年〉8月5日）は、日本の俳人・国文学者。成蹊大学名誉教授。本名は中村 清一郎（なかむら せいいちろう）。
中国アモイ出身。東京帝国大学国文科卒。高浜虚子に師事、「ホトトギス」で客観写生を学びつつ、ニーチェなどの西洋思想から影響を受け、生活や人間性に根ざした句を模索。石田波郷、加藤楸邨らとともに人間探求派と呼ばれた。「萬緑」を創刊・主宰。戦後は第二芸術論争をはじめとして様々な俳句論争で主導的な役割をもった。次世代の金子兜太などに多大な影響を与えた。忌日は「草田男忌」として、季語になっている。

## 経歴
清国（現中国）福建省廈門にて清国領事中村修の長男として生まれる。母方の祖父は松山藩久松松平家の重臣。1904年、母とともに中村家の本籍地・愛媛県伊予郡松前町に帰国。2年後松山市に転居。1908年、一家で東京に移り赤坂区青南尋常小学校（のち港区立青南小学校）に通学する。1912年、再び松山に戻り松山第四小学校に転入。1914年、松山中学に入学。先輩に伊丹万作がおり兄事する存在となる。1916年、伊丹らとともに回覧同人誌「楽天」を制作。1918年、極度の神経衰弱にかかり中学を1年休学。復学した頃にニーチェの『ツァラトゥストラかく語りき』に出会い生涯の愛読書となる。
1922年、松山高等学校入学。直後に可愛がられていた祖母に死なれたことで不安と空虚に襲われ、その解決の鍵として哲学・宗教に至る道を漠然と思い描く。1925年、一家で東京に移転、4月に東京帝国大学文学部独文科に入学。チェーホフやヘルダーリンを愛読するが、1927年にふたたび神経衰弱に罹り翌年休学。このころに斎藤茂吉の歌集『朝の蛍』（自選歌集、改造社、1925年）を読んで詩歌に目を開き、「ホトトギス」を参考にしながら「平安な時間を持ち続けるための唯一の頼みの綱」となる句作を始め、俳号「草田男」を使い始める。1929年、母及び叔母の紹介で高浜虚子に会い、復学したのち東大俳句会に入会。水原秋桜子の指導を受け、「ホトトギス」9月号にて4句入選する。
1931年、国文科に転じ、1933年卒業。卒論は「子規の俳句観」。卒業後成蹊学園に教師として奉職。1934年、「ホトトギス」同人。1936年、縁談を経て福田直子と結婚。1938年より下北沢に住む。1939年、学生俳句連盟機関誌「成層圏」を指導。また『俳句研究』座談会に出席したことをきっかけに、石田波郷、加藤楸邨らとともに「人間探求派」と呼ばれるようになる。1945年、学徒動員通年勤労隊として福島県安達郡下川崎村に向かい、同地にて終戦を迎える。
1946年、「成層圏」を母体として「萬緑（ばんりょく）」を創刊、終生まで主宰。1949年、成蹊大学政経学部教授に就任、国文学を担当する。1954年下高井戸に転居。1959年、朝日俳壇選者。1960年、現代俳句協会幹事長となるが、現代俳句協会賞選考を巡って協会内で意見対立が起こったため、1961年に協会を辞し新たに俳人協会を設立、初代会長に就任する。1965年、成蹊大学文学部教授。1967年に定年退職後、非常勤講師となったのち、1969年に同名誉教授。1972年、紫綬褒章。1974年、勲三等瑞宝章。1978年、メルヘン集『風船の使者』により芸術選奨文部大臣賞受賞。
1983年8月5日、急性肺炎のため東京都世田谷区北烏山の病院で死去。82歳没。死の前日洗礼を受けた。洗礼名「ヨハネ・マリア・ヴィアンネ・中村清一郎」。墓は東京都あきる野市の五日市霊園にある。没後の1984年、日本芸術院恩賜賞が贈られた。
妻直子との間に四人の娘をもうけている。お茶の水女子大学教授（フランス哲学）の中村弓子は三女。

## 作品
代表的な句としては、
- 蟾蜍（ひきがえる）長子家去る由もなし（『長子』所収）
- 降る雪や明治は遠くなりにけり（1931年作。『長子』所収）
- 冬の水一枝の影も欺かず（『長子』所収）
- 玫瑰（はまなす）や今も沖には未来あり(同）
- 萬緑（ばんりょく）の中や吾子の歯生え初むる（1939年作。『火の島』所収）
- 勇気こそ地の塩なれや梅真白（1944年作。『来し方行方』所収）
- 葡萄食ふ一語一語の如くにて（1947年作。『銀河依然』所収）

などがある。自己流で「ホトトギス」の客観写生を学んだのち、季語の象徴性を生かし、西洋近代文学の思想性を日本的な情感に解かしこむ表現を模索。「金魚手向けん肉屋の鉤に彼奴（きゃつ）を吊り」など、時にその表現は難解な語句や大胆な字あまり・破調となり「難解派」と呼ばれる一因ともなった。同じく難解派・人間探求派と呼ばれた加藤楸邨、石田波郷が「ホトトギス」を離反した「馬酔木」に拠ったのに対し、草田男は「ホトトギス」に残り続け、俳句の伝統性固有性の枠内に止まろうとしたが、「ホトトギス」のスローガンである「客観写生」「花鳥諷詠」を安易に運営すれば自己不在、人生逃避に陥りかねないという危惧も持っていた。戦時になると時局に便乗した年長の俳人からの圧力もあり、1943年より「ホトトギス」への投句を断念している。
一方で日野草城のフィクション的な連作「ミヤコホテル」を強く批判したのを初め、新興俳句運動に対しては強い興味を示しつつも楸邨らとともに強力な批判者としての立場に身を置く。「海紅」を去った河東碧梧桐や風間直得が提唱したルビ俳句運動に対しても「日本語そのものの破壊のわざ」と痛烈に批判した。戦後も第二芸術論、「天狼」の根源俳句論、前衛俳句や山本健吉の「軽み」論をめぐる論争でこれらを批判、ほか自身の『銀河依然』（1953年）の序が俳句の社会性の問題を惹起するなど、戦後の俳句論争史において常に主導的な役割を果たした。また草田男の戦中の作「壮行や深雪に犬のみ腰をおとし」について、この句の犬を戦中の熱狂に対する批判的精神が見出した「写実的象徴」として評価する赤城さかえと、そのような曖昧な手法は否定すべきだとする芝子丁種との間で1947年から翌年にかけて論争があり「草田男の犬論争」と呼ばれている。
掲句の「蟾蜍」は第一句集『長子』を代表する句で、自解によれば「『宿命の中における決意』に近いもの」を暗示しているという（山本健吉はニーチェの「運命愛」と結び付けて論じている）。「由もなし」を「術もなし」に類するような意味で解釈されたことがあったが、字義どおり「そのようなことは起こりえない」の意であると草田男自身が抗議している。「降る雪や」の句は大学時代、母校の青南小学校を訪ねたときの感慨を詠んだ句で、草田男の名を離れて広く知られている句である。1977年には同校に句碑が建てられている。
「萬緑の」は「萬緑（万緑）」という語を季語として初めて用い定着させた句。この語は王安石の詩（作者は別人説もある）「咏柘榴詩」の「万緑叢中紅一点、動人春色不須多」などに見られる。「勇気こそ」の「地の塩」は、聖書の「汝らは地の塩なり。塩もし効力を失わば、何をもてか之に塩すべき」（マタイ伝福音書5章13節）という一節に由来する熟語で、他者から価値付けられるのではなく、自らが価値の根元となるものの意に用いられる言葉である。句は教え子たちの学徒動員に際して作られた。

## 著作リスト

### 句集
- 『長子』第一句集。初版は1936年、沙羅書店。338句収録。
- 『火の島』1939年、龍星閤。553句。題箋は高村光太郎。
- 『萬緑』1941年、甲鳥書林。昭和俳句叢書中の一冊として刊行された。232句。他に前二冊から自選した句も叢書に収められた。装丁は武者小路実篤。
- 『来し方行方』1947年、自文堂。715句。
- 『銀河依然』1953年、みすず書房。近作788句に『長子』時代のもの13句を加えた。
- 『母郷行（ぼきょうこう）』1956年、みすず書房。653句。
- 『美田（びでん）』1967年、みすず書房。239句。
- 『時機（とき）』1980年、みすず書房。1960年前後の作品439句に72年の群作37句を加えた。
- 『大虚鳥（おほをそどり）』 2003年、みすず書房。遺句集。1963年から没年までの『萬緑』発表句5000句あまりから765句を選んだもの。

### 選句集・全句集・全集
- 二百句撰 榛の木書房 1949
- 草田男自選句集 河出書房 1951 (市民文庫)
- 中村草田男句集 山本健吉編 角川文庫 1952
- 新編中村草田男句集 香西照雄編 角川文庫 1965
- 定本中村草田男全句集 集英社 1967
- 中村草田男全集 全18巻別巻1 みすず書房 1984 - 91
- 草田男俳句365日 梅里書房 1996 (名句鑑賞読本)
- 季題別中村草田男全句　角川文化振興財団　2017

### 随筆、評論、メルヘン集など
- 永き午前 三省堂 1940 (俳苑叢刊)
- やさしい短歌と俳句 谷馨共著 天平堂出版社 1948 (学童文庫)
- 新しい俳句の作り方 同和春秋社 1955 のち角川文庫
- 俳句入門  みすず書房 1959
- 俳句の作り方 ポプラ社 1965
- ビーバーの星 福音館書店 1969
- 万緑季語撰 刀江書院, 1972
- 風船の使者 メルヘン集 みすず書房 1977
- 魚食ふ、飯食ふ エッセイ集 みすず書房 1979
- 俳句と人生 講演集 みすず書房 2002
- 子規、虚子、松山 みすず書房 2002

1971年にテイチクレコードから『俳句の世界』というレコードが発売されており、ここでは本人が自作を朗誦・解説している。

## 関連文献
- 香西照雄 『中村草田男』 桜楓社、1963年
- 坂口昌弘著『毎日が辞世の句』東京四季出版
- 宮脇白夜 『中村草田男論』 みすず書房、1984年
- 『中村草田男読本』 角川書店、1980年
- 中村弓子 『わが父 草田男』 みすず書房、1993年